# 吕托-瓦伦
吕托-瓦伦是德国梅克伦堡-前波美拉尼亚州的一个市镇。总面积24.31平方公里，总人口808人，其中男性406人，女性402人（2011年12月31日），人口密度33人/平方公里。